# 柯慕賢
柯慕賢（德語：Michael Clauss，1961年－）是漢諾威出身的德國外交官，2018年起擔任德國常駐歐洲聯盟代表處代表，2013年至2018年間曾任德國駐中華人民共和國大使。

## 簡歷
柯慕賢生於1961年，孩提時代便對國際事務及外交政策產生興趣。在學期間曾修習政治，並基於就業考量，提早向外交機構送出工作申請，結果尚未畢業就獲得錄取。1988年時，他正式進入德國外交部工作。
1990年，柯慕賢加入外交部下屬的灣戰爭危機處理小組（Krisenstab Golfkrieg），並曾被派往波斯灣地區。1991年赴德國駐以色列大使館政治處任職，1997年於比利時布魯塞爾的德國常駐歐盟代表處擔任參贊，1999年在柏林擔任國務秘書（Staatssekretärs）的秘書，2001年任國務秘書辦公室主任。接著，又於2002年擔任過聯邦政府駐歐盟制憲委員會秘書處處長、2005年任外交部歐洲司（Europaabteilung）副司長，以及之後的德國任歐盟輪值主席國事務專員（2007年）、歐洲司司長（2010年）等職位。
2013年8月30日，柯氏經德國總理梅克爾任命為德意志聯邦共和國駐華特命全權大使，於9月時赴北京履新、上任，接替退休的前任大使施明賢。10月11日，中國國家主席習近平接受了他遞交的國書。